# Tony Brooks
Charles Anthony "Tony" Standish Brooks (Dukinfield, Engleska, 25. veljače 1932.) je bivši britanski vozač automobilističkih utrka.

## Rezultati u Formuli 1
| Sezona | Momčad                                        | Šasija                   | Motor                                | Gume | Utrke | Pobjede | Podiji | Bodovi | Plasman |
| ------ | --------------------------------------------- | ------------------------ | ------------------------------------ | ---- | ----- | ------- | ------ | ------ | ------- |
| 1956.  | Owen Racing Organisation                      | BRM P25                  | BRM Straight-4                       | D    | 2 (1) | 0       | 0      | 0      | —       |
| 1957.  | Vandervell Products                           | Vanwall                  | Vanwall Straight-4                   | P    | 5     | 1       | 2      | 11     | 5.      |
| 1958.  | Vandervell Products                           | Vanwall                  | Vanwall Straight-4                   | D    | 9     | 3       | 3      | 24     | 3.      |
| 1959.  | Scuderia Ferrari Vandervell Products          | Ferrari Dino 246 Vanwall | Ferrari V6 Vanwall Straight-4        | D    | 8     | 2       | 4      | 27     | 2.      |
| 1960.  | Yeoman Credit Racing Team Vandervell Products | Cooper T51 Vanwall       | Climax Straight-4 Vanwall Straight-4 | D    | 7     | 0       | 0      | 7      | 11.     |
| 1961.  |                                               |                          |                                      |      |       |         |        |        |         |

### Pobjede
| Rd  | Sezona | Datum       | Velika nagrada      | Staza             | Momčad              | Šasija       | Motor              | Gume | Grid |
| --- | ------ | ----------- | ------------------- | ----------------- | ------------------- | ------------ | ------------------ | ---- | ---- |
| 1.1 | 1957.  | 20. srpnja  | VN Velike Britanije | Aintree           | Vandervell Products | VW 5         | Vanwall 254 2.5 L4 | P    | 3.   |
| 2.  | 1958.  | 5. lipnja   | VN Belgije          | Spa-Francorchamps | Vandervell Products | VW 5         | Vanwall 254 2.5 L4 | D    | 5.   |
| 3.  | 1958.  | 3. kolovoza | VN Njemačke         | Nürburgring       | Vandervell Products | VW 5         | Vanwall 254 2.5 L4 | D    | 2.   |
| 4.  | 1958.  | 7. rujna    | VN Italije          | Monza             | Vandervell Products | VW 5         | Vanwall 254 2.5 L4 | D    | 2.   |
| 5.  | 1959.  | 5. srpnja   | VN Francuske        | Reims             | Scuderia Ferrari    | Ferrari D246 | Ferrari 155 V6 2.4 | D    | 1.   |
| 6.  | 1959.  | 2. kolovoza | VN Njemačke         | AVUS              | Scuderia Ferrari    | Ferrari D246 | Ferrari 155 V6 2.4 | D    | 1.   |

^  Bolid je dijelio sa Stirlingom Mossom.

## Vanjske poveznice
- Brooks na racing-reference.info